# Référendum liechtensteinois de 1952
 (août 2025).
Un référendum a lieu au Liechtenstein le 14 décembre 1952. 

## Contenu
Le référendum porte sur la création d'une "Assurance-vieillesse et survivants" (AVS) calquée sur le modèle Suisse.

## Contexte
Il s'agit d'un référendum facultatif d'origine parlementaire : face à l'opposition d'une partie de la population active le Landtag décide de soumettre le projet de loi voté le 13 novembre 1952 à la votation populaire dans le cadre de l'article 66 de la constitution.

## Résultat
| Choix                                 | Votes | %     |
| ------------------------------------- | ----- | ----- |
| Pour                                  | 1 574 | 53,54 |
| Contre                                | 1 366 | 46,46 |
| Votes blancs et invalides             | 111   | –     |
| Total                                 | 3 051 | 100   |
| Inscrits/Participation                | 3 379 | 90,29 |
| Source: Démocratie Directe (Allemand) |       |       |